# Сяо Дун
Сяо Дун (кит. трад.: 蕭棟; піньїнь: Xiao Dong; помер 552) — третій імператор Лян з Південних династій.

## Життєпис
Був онуком засновника династії Сяо Яня. 531 року після смерті Сяо Туна спадкоємцем престолу був проголошений Сяо Ґан. 549 року повсталий генерал Хоу Цзін зайняв столицю, полонив імператора Сяо Яня та спадкоємця престолу Сяо Ґана. Після смерті Сяо Яня Хоу Цзін посадив на престол Сяо Ґана. Впродовж усього періоду його правління країною фактично керував Хоу Цзін, а 551 року останній, плануючи зайняти престол, спочатку змусив імператора відмовитись від влади на користь його внучатого племінника Сяо Дуна, а потім підіслав людей, щоб убити колишнього імператора.
За свого короткого правління Сяо Дун перебував під цілковитим контролем Хоу Цзіна. Лише за два з половиною місяці після сходження на престол Сяо Дуна Хоу Цзін змусив його передати трон останньому. 552 року до столиці підійшли війська під командуванням генерала Ван Сенбяня, який підтримував Сяо Ї — сина Сяо Яня. Він захопив столицю, убив Хоу Цзіна, після чого за наказом Сяо Ї Сяо Дуна та двох його братів утопили в Янцзи.

## Девіз правління
- Тяньчжен (天正) 551